# Гаврильск
Гаврильск — село в Павловском районе Воронежской области.
Административный центр Гаврильского сельского поселения.

## География
Село находится в 17 километрах к востоку от города Павловск; расположено на реке Гаврило.
Река протекает также через село Елизаветовка, расположенное в 5 км от Павловска. В настоящее время на территории села река существенно обмелела.

### Улицы
- Заречная
- Новая
- Советская
- Солнечная

## История
Во время Великой Отечественной войны, когда немецкие войска стояли на правом берегу реки Дон, а город Павловск подвергался массированным бомбардировкам, в Гаврильск прибывали эвакуированные жители из самого Павловска и сёл Казинка, Царёвка и других близко расположенных сел.

## Население
| 1859 | 1897  | 1900  | 2007 | 2009 | 2010 | 2011 |
| ---- | ----- | ----- | ---- | ---- | ---- | ---- |
| 1048 | ↗1491 | ↗1569 | ↘901 | ↗904 | ↗982 | ↘945 |
| 2014 |       |       |      |      |      |      |
| ↘929 |       |       |      |      |      |      |

## Археология и палеоантропология
Погребения посткатакомбной бабинской культуры эпохи бронзы (XXII — XVIII века до н. э.) найдены у села Гаврильск (объект археологического наследия «Курганная группа 2 у села Гаврильск Павловского района»).